# Kizökkent idő
A Kizökkent idő (angolul: Time Out Of Joint) Philip K. Dick tudományos-fantasztikus regénye, amely először 1959-ben jelent meg. Magyarul 2004-ben jelent meg Pék Zoltán fordításában.

## Történet
|  | Alább a cselekmény részletei következnek! |

A regény főszereplője Ragle Gumm, aki abból él, hogy a helyi napilap pénzdíjas vetélkedőjében vesz részt, ahol minden nap azt kell megtippelnie, hogy „Hol lesz legközelebb a kis zöld emberke?”. Gumm abban a hitben él, hogy 1959-et írnak, és egy amerikai kisvárosban lakik a rokonaival. Azonban Gumm 1959-e néhány dologban eltér a mi világunk 1959-étől: az 1948-as Tucker márkájú autókat még gyártják, és a Tamás bátya kunyhója csak néhány évvel korábban jelent meg.
Gumm körül pedig furcsa dolgok történnek: eltűnik egy üdítőárus, és csak egy darab cetli marad utána egy felirattal. Felbukkannak bizonyos dolgok a mi világunk 1959-éből: egy cikk Marilyn Monroeról, aki nem létezett Gumm 1959-ében, rádiók, amiket Gumm 1959-ében már nem használtak. Saját készítésű rádiójuk segítségével Gummék kihallgatnak rádióadásokat, amelyekben számára idegen emberek, köztük a hadsereg pilótái az ő nevét emlegetik. Gumm rokonai, sógora Victor "Vic" Nielson és felesége is érzékelik ezeket az anomáliákat.
Gumm megpróbálja elhagyni a kisvárost, de akadályokat gördítenek elé, majd végül visszahozzák. Azonban eljut egy házig, ahol saját magát látja egy jövőbeli magazin címlapján az év embereként, és lát egy fényképet is egy gyárról.
Miután visszahozták Gummot, a közelben lakó Mrs. Keitelbein ráveszi, hogy vegyen részt polgári védelmi oktatásokon, ahol egy jövőbeli gyár makettjét mutatják meg neki: annak a gyárnak a makettjét, aminek a fényképét látta a jövőben.
Ennek hatására másodszor is megpróbálkozik a szökéssel a városból, most azonban Vic segítségével, és most sikerrel is járnak. Kijutva a valódi világba megtudják, hogy a kisváros, amelyben laknak, egy számukra létrehozott mesterséges környezet, ami azt a célt szolgálja, hogy megvédje őt a valóság ismeretétől. A valóságban körülbelül 1998-at írhatnak, és polgárháború dúl a Holdat lakó emberek és a Föld között. A Hold mindennap nukleáris rakétákkal támadja a Földet. Gummnak azonban megvan az a különleges képessége, hogy meg tudja jósolni előre, hogy a másnapi nukleáris csapás hova várható, és ezzel a képességével támogatja a Föld hadseregét a háborúban.
Egy idő után azonban történik valami:
- a holdlakók szerint Gumm titokban kapcsolatba lépett velük, és át akart állni az ő oldalukra, de a Föld hadserege rájött a szándékára, ezért törölték az emlékezetét, és létrehozták számára a mesterséges kisvárost,
- a földiek azonban azt állítják, hogy mindössze nem bírta tovább a rá nehezedő nyomást, ezért saját kérésére törölték az emlékezetét és hozták létre neki a mesterséges kisvárosi környezetet.

Amikor Gumm megismeri ezeket a tényeket, úgy dönt, hogy a Holdat fogja támogatni a jövőben. Vic nem ért vele egyet, és visszatér a kisvárosba. A békére azonban Gumm hite szerint van remény, mert a Holdon lakó emberek sokkal inkább hajlandóak a megegyezésre, mint azt a földi kormányzat állítja a polgárainak.
|  | Itt a vége a cselekmény részletezésének! |

## Szereplők
- Ragle Gumm
- Margo, Ragle nővére
- Vic (Victor Nielson), Margo férje
- Sammy, Vic és Margo fia
- Bill Black és Junie, szomszéd házaspár
- Stuart Lowery a Gazette újságtól
- Kay Keitelbein és fia, Walter, a polgári védelemtől

## Megjelenések

### angol nyelven
1. Time Out Of Joint, J. B. Lippincott Company, 1959[1]

### magyarul
1. Kizökkent idő; ford. Pék Zoltán; Agave Könyvek, Bp., 2004
2. Kizökkent idő; ford. Pék Zoltán; Agave Könyvek, Bp., 2017